# 瀾滄江
瀾滄江（らんそうこう）とは、メコン川上流での中国の呼び名で瀾滄江ともいわれる。青海省玉樹チベット族自治州雑多県扎曲江地毛長山拉賽貢瑪（チベット高原）を水源とし、青海省、雲南省を経て勐臘県を境にラオスとミャンマーで呼ばれるメコン川になる。瀾滄江流域は世界で最も稲作が盛んで流域の民族は上座部仏教、チベット仏教を信仰している。

## 青海
青海省での川の総延長は448km。雑多県・嚢謙県に流れる。

### 主な支流
- 扎曲
- 結曲
- 巴曲
- 孜曲
- 草曲
- 子曲
- 解曲
- 昂曲

## チベット
昌都市察雅県・左貢県・芒康県を経て雲南省徳欽県の下塩井に流入する。総延長465km。また、水力発電所を7基建てる計画もあり、扎曲の果多や昌都、側格、約龍、卡貢、班達、如美、古学に建てられるようである。

## 雲南
雲南省のデチェン・チベット族自治州、怒江リス族自治州、大理ペー族自治州、保山市、臨滄市、普洱市、シーサンパンナ・タイ族自治州など7の地級市、自治州を経て勐臘県でラオス、ミャンマーに接する。雲南省での総延長は1216km。
雲南省では15基の水力発電所の計画があり上流部は古水、烏弄龍、里底、托巴、黄登、大華橋、苗尾。下流部は功果橋、小湾、漫湾、大朝山、糯扎渡、景洪、橄欖壩、勐松に建設されるようである。

### 支流
- 黒恵江（中流では漾濞江ともよばれる）
- 威遠江
- 補遠江（羅梭江）
- 流沙河
- 沘江（源流は蘭坪ペー族プミ族自治県）
- 漾濞江
- 南允河
- 羅閘河（永徳県）
- 小黒江（景谷タイ族イ族自治県、思茅区、双江県）
  - 南碧河

## 流域都市
- 保山市
- 臨滄市
- 普洱市
- 大理ペー族自治州
- シーサンパンナ・タイ族自治州

## 主な民族
- チベット族
- ペー族
- タイ族
- トールン族
- ヌー族
- プミ族
- リス族
- イ族
- ミャオ族
- ヤオ族
- ハニ族
- ラフ族
- ワ族

## 観光地
- 洱海